# Nati l'8 luglio
| Questa pagina contiene informazioni ricavate automaticamente dalle voci biografiche con l'ausilio del template Bio e di un bot. L'aggiornamento è periodico e automatico e ricostruisce completamente la pagina. Se manca una persona in questa lista, sei pregato di non aggiungerla, ma accertati piuttosto che la sua voce biografica contenga il template Bio e che i dati anagrafici siano correttamente compilati. Se il template Bio manca, inseriscilo tu stesso o, in alternativa, metti l'avviso {{tmp\|Bio}} che ne segnala la mancanza. Se i dati riportati sono sbagliati, correggi direttamente la voce biografica; le modifiche saranno visibili in questa lista entro pochi giorni. Per chiarimenti vedi il progetto biografie. La lista contiene solo le 1.089 persone che sono citate nell'enciclopedia e per le quali è stato implementato correttamente il template Bio. Pagina aggiornata al 17 ago 2025. |

## XIV secolo(3)
- 1360 - Giovanni Crisolora, umanista e diplomatico bizantino († 1422)
- 1360 - Manuele Crisolora, umanista bizantino († 1415)
- 1366 - Elizabeth FitzAlan, nobile inglese († 1425)

## XV secolo(1)
- 1478 - Gian Giorgio Trissino, umanista, poeta e drammaturgo italiano († 1550)

## XVI secolo(10)
- 1506 - Giovanni Grimani, patriarca cattolico italiano († 1593)
- 1511 - Ippolito Capilupi, vescovo cattolico italiano († 1580)
- 1514 - Cyprián Karásek Lvovický, astronomo, matematico e astrologo boemo († 1574)
- 1527 - Saitō Yoshitatsu, militare giapponese († 1561)
- 1528 - Emanuele Filiberto di Savoia, sovrano e generale italiano († 1580)
- 1538 - Alberto Bolognetti, cardinale e vescovo cattolico italiano († 1585)
- 1545 - Don Carlos, principe spagnolo († 1568)
- 1569 - Carlo Bocchineri, poeta italiano († 1630)
- 1575 - Cesare Lupi, condottiero italiano († 1615)
- 1593 - Artemisia Gentileschi, pittrice italiana

## XVII secolo(12)
- 1604 - Heinrich Albert, compositore e poeta tedesco († 1651)
- 1604 - Christiaen van Couwenbergh, pittore olandese († 1667)
- 1621 - Jean de La Fontaine, scrittore e poeta francese († 1695)
- 1621 - Leonora Cristina Ulfeldt, contessa († 1698)
- 1640 - Enrico Stuart, nobile britannico († 1660)
- 1647 - Frances Stewart, duchessa di Richmond, nobile inglese († 1702)
- 1657 - Abraham de Peyster, politico statunitense († 1728)
- 1666 - Luigi di Brandeburgo, principe († 1687)
- 1676 - Philip Sidney, V conte di Leicester, nobile inglese († 1705)
- 1677 - Ernst August Charbonnier, architetto del paesaggio tedesco († 1747)
- 1680 - Joseph Dominick von Lamberg, cardinale e vescovo cattolico austriaco († 1761)
- 1698 - Nicolò Maria Antonelli, cardinale e orientalista italiano († 1767)

## XVIII secolo(19)
- 1707 - Jacques-Philippe Le Bas, incisore e disegnatore francese († 1783)
- 1708 - Joseph Franz von Schönborn-Wiesentheid, nobile e politico tedesco († 1772)
- 1708 - Claude-Henri de Fusée de Voisenon, scrittore, drammaturgo e abate francese († 1775)
- 1709 - Jérôme de Salis, II conte di Salis-Soglio, diplomatico inglese († 1794)
- 1713 - Martino Ignazio Caracciolo, arcivescovo cattolico, diplomatico e politico italiano († 1754)
- 1726 - John Berkenhout, fisico, naturalista e scrittore britannico († 1791)
- 1727 - Edward Craggs-Eliot, I barone Eliot, politico inglese († 1804)
- 1735 - Domenico Agostino Vandelli, scienziato, naturalista e botanico italiano († 1816)
- 1743 - Vladimir Grigor'evič Orlov, generale russo († 1831)
- 1743 - Henry Swinburne, scrittore e viaggiatore britannico († 1803)
- 1760 - Christian Kramp, matematico e medico francese († 1826)
- 1766 - Dominique-Jean Larrey, medico francese († 1842)
- 1781 - Tom Cribb, pugile inglese († 1848)
- 1786 - Carl Friedrich von Ledebour, botanico tedesco († 1851)
- 1786 - Eugen Wratislaw von Mitrowitz, generale austriaco († 1867)
- 1788 - Luigi Zenone Quaglia, politico italiano († 1860)
- 1792 - Johann Georg Anderegg, imprenditore e politico svizzero († 1856)
- 1795 - Giorgio Ansaldi, generale italiano († 1855)
- 1798 - Gian Giacomo Galletti, politico e filantropo italiano († 1873)

## XIX secolo(190)
- 1801 - Zénaïde Bonaparte, nobile francese († 1854)
- 1803 - Karl Gützlaff, scrittore e missionario tedesco († 1851)
- 1803 - Julius Mosen, poeta, scrittore e drammaturgo tedesco († 1867)
- 1805 - Samuel David Gross, chirurgo statunitense († 1884)
- 1805 - Luigi Ricci, compositore italiano († 1859)
- 1808 - George Robert Gray, ornitologo inglese († 1872)
- 1808 - Mindon Min, sovrano birmano († 1878)
- 1810 - Wilhelm Heinrich Erbkam, teologo tedesco († 1884)
- 1810 - François Laurent, giurista e storico belga († 1887)
- 1810 - Gabriel Valentin, fisiologo tedesco († 1883)
- 1813 - Felipe Caronti, ingegnere argentino († 1883)
- 1815 - Settimio Battaglia, compositore, organista e direttore d'orchestra italiano († 1891)
- 1817 - Andrej Ľudovít Radlinský, presbitero, linguista e pedagogo slovacco († 1879)
- 1819 - Francis Leopold McClintock, ammiraglio e esploratore irlandese († 1907)
- 1820 - Joseph Albert Alberdingk Thijm, scrittore olandese († 1889)
- 1820 - Louis Devedeux, pittore francese († 1874)
- 1821 - Giuseppe Tomasini, poeta italiano († 1873)
- 1821 - W.H.L. Wallace, avvocato e generale statunitense († 1862)
- 1822 - Paul Marcellin Berthier, pittore e fotografo francese († 1912)
- 1822 - August Förster, anatomista e patologo tedesco († 1865)
- 1822 - Friedrich Kaulbach, pittore tedesco († 1903)
- 1823 - Francesco Marzi, politico italiano († 1903)
- 1824 - Francesco Gandolfi, pittore italiano († 1873)
- 1826 - Friedrich Chrysander, musicologo e editore musicale tedesco († 1901)
- 1826 - Maurizio Dufour, architetto italiano († 1897)
- 1826 - Alfred de Vast-Vimeux, politico, militare e nobile francese († 1888)
- 1827 - Robert Henze, scultore tedesco († 1906)
- 1827 - Pietro II di Oldenburg, sovrano tedesco († 1900)
- 1828 - Gabriel Ranvier, militare francese († 1879)
- 1829 - Pierre Alexis Ponson du Terrail, scrittore francese († 1871)
- 1830 - Alessandra di Sassonia-Altenburg, principessa tedesca († 1911)
- 1831 - John Pemberton, militare e farmacista statunitense († 1888)
- 1833 - Giovanni Baccelli, magistrato e politico italiano († 1914)
- 1835 - Ernest Chaplet, designer, scultore e ceramista francese († 1909)
- 1835 - Martha Stewart Bulloch, statunitense († 1884)
- 1836 - Joseph Chamberlain, politico britannico († 1914)
- 1836 - Carlo Guala, prefetto, magistrato e politico italiano († 1926)
- 1836 - Adolf Gusserow, ginecologo tedesco († 1906)
- 1838 - Enrico Accinni, ammiraglio e politico italiano († 1904)
- 1838 - Eli Lilly, militare, farmacista e imprenditore statunitense († 1898)
- 1838 - Ferdinand von Zeppelin, generale tedesco († 1917)
- 1839 - Vincenzo Promis, numismatico, bibliotecario e storico italiano († 1889)
- 1839 - Heinrich Ritter von Zeissberg, storico austriaco († 1899)
- 1839 - John Davison Rockefeller, imprenditore statunitense († 1937)
- 1839 - Giovanni Battista Scalabrini, vescovo cattolico italiano († 1905)
- 1840 - August Leskien, linguista e filologo tedesco († 1916)
- 1841 - Vincenzo Ragusa, scultore italiano († 1927)
- 1843 - Rudolf Chrobak, ginecologo austriaco († 1910)
- 1843 - Virgil Earp, pistolero statunitense († 1905)
- 1844 - Alessandro Gherardi, archivista e storico italiano († 1908)
- 1844 - Oreste Tommasini, storico italiano († 1919)
- 1845 - Adriano De Cupis, magistrato e funzionario italiano († 1930)
- 1845 - Francesca Gambacorta Magliani, pittrice italiana († 1910)
- 1846 - Samuel Parsons Scott, avvocato, banchiere e traduttore statunitense († 1929)
- 1846 - Clotilde di Sassonia-Coburgo-Koháry, principessa († 1927)
- 1847 - Pio Rajna, filologo e critico letterario italiano († 1930)
- 1851 - Arthur Evans, archeologo britannico († 1941)
- 1852 - Giovanni Battista Ughetti, medico e scrittore italiano († 1930)
- 1854 - Alexander Carlisle, progettista britannico († 1926)
- 1856 - Ernst Finger, dermatologo austriaco († 1939)
- 1856 - Gevheri Kadin, ottomana († 1884)
- 1856 - Alois Zott, matematico, fisico e alpinista tedesco († 1913)
- 1857 - Alfred Binet, psicologo francese († 1911)
- 1857 - Hans Heyerdahl, pittore svedese († 1913)
- 1858 - Angelo Bertini, ingegnere italiano († 1915)
- 1858 - Frederick William True, biologo statunitense († 1914)
- 1858 - Hans von Wangenheim, diplomatico tedesco († 1915)
- 1859 - Fergus Hume, scrittore britannico († 1932)
- 1859 - Bruno Keil, filologo classico tedesco († 1916)
- 1859 - Hank O'Day, giocatore di baseball, arbitro di baseball e allenatore di baseball statunitense († 1935)
- 1860 - Adolf Wild von Hohenborn, generale tedesco († 1925)
- 1863 - Luigi Monticelli Obizzi, dirigente sportivo e powerlifter italiano († 1946)
- 1863 - Chandra Shamsher Jang Bahadur Rana, politico nepalese († 1929)
- 1864 - Fred Holland Day, fotografo e editore statunitense († 1933)
- 1865 - Jules Adler, pittore francese († 1952)
- 1865 - William Cazalet, tennista britannico († 1932)
- 1866 - Nils Adlercreutz, cavaliere svedese († 1955)
- 1867 - Edgar Buckingham, fisico, matematico e chimico statunitense († 1940)
- 1867 - Donato Faggella, magistrato e politico italiano († 1939)
- 1867 - Luigi Maria Foschini, politico italiano († 1943)
- 1867 - Käthe Kollwitz, scultrice e pittrice tedesca († 1945)
- 1867 - Bettino Marchetti, architetto e restauratore italiano († 1935)
- 1868 - Vincent McNabb, religioso, presbitero e scrittore irlandese († 1943)
- 1868 - Loyola O'Connor, attrice statunitense († 1931)
- 1868 - Jacob Pleydell-Bouverie, VI conte di Radnor, politico inglese († 1930)
- 1869 - Lino Cassani, presbitero, storico e archeologo italiano († 1963)
- 1869 - Kálmán Kandó, ingegnere e inventore ungherese († 1931)
- 1869 - Albert Langen, editore tedesco († 1909)
- 1869 - William Vaughn Moody, poeta e drammaturgo statunitense († 1910)
- 1870 - Vincenzo Cordova, poeta e scrittore italiano († 1943)
- 1870 - Gertrud Grunow, cantante e pianista tedesca († 1944)
- 1870 - Filippo Longo, avvocato e politico italiano († 1937)
- 1871 - Walter Breisky, politico austriaco († 1944)
- 1871 - Suzanne Girod, tennista francese († 1926)
- 1873 - John Alcindor, medico e attivista trinidadiano († 1924)
- 1873 - Frank Farrington, attore statunitense († 1924)
- 1873 - Carl Vaugoin, politico austriaco († 1949)
- 1874 - Hubert Lagardelle, sindacalista francese († 1958)
- 1874 - Eduardo Massari, magistrato e giurista italiano († 1933)
- 1874 - Giovanni Morbelli, chimico e inventore italiano († 1947)
- 1874 - Erminio Troilo, filosofo italiano († 1968)
- 1875 - Siegmund von Suchodolski, grafico, illustratore e architetto tedesco († 1935)
- 1876 - Umberto Bozzini, avvocato, poeta e drammaturgo italiano († 1921)
- 1876 - Oreste Ferrara, avvocato e politico italiano († 1972)
- 1876 - Pietro Mancini, politico italiano († 1968)
- 1876 - Edward Martindel, attore statunitense († 1955)
- 1876 - Alexandros Papanastasiou, politico greco († 1936)
- 1876 - Giuseppe Platamone, politico e dirigente sportivo italiano († 1930)
- 1877 - Nigel De Brulier, attore britannico († 1948)
- 1877 - René Navarre, attore francese († 1968)
- 1877 - Salvatore Sacquegna, artigiano e scultore italiano († 1955)
- 1878 - Stefano De Ruggiero, prefetto e politico italiano († 1951)
- 1878 - Edoardo Ferrari Fontana, tenore italiano († 1936)
- 1880 - Henri Donnedieu de Vabres, giurista francese († 1952)
- 1881 - Cassa Darghiè, militare etiope († 1956)
- 1881 - Salvatore Rotolo, vescovo cattolico italiano († 1969)
- 1882 - Percy Grainger, compositore australiano († 1961)
- 1882 - René Le Senne, filosofo e psicologo francese († 1954)
- 1882 - Eugenio Olivari, pittore italiano († 1917)
- 1882 - Samuel Roxy Rothafel, impresario teatrale e compositore statunitense († 1936)
- 1882 - Dušan Sernec, politico e ingegnere elettrotecnico jugoslavo († 1952)
- 1883 - Teresina Bontempi, giornalista svizzera († 1968)
- 1883 - Oszkár Gerde, schermidore ungherese († 1944)
- 1883 - Louis Rathke, ginnasta e multiplista statunitense († 1967)
- 1884 - Joannes Henri François, scrittore e attivista olandese († 1948)
- 1884 - Giovanni Varda, militare italiano († 1965)
- 1885 - Ernst Bloch, scrittore e filosofo tedesco († 1977)
- 1885 - Hugo Boss, stilista tedesco († 1948)
- 1885 - Benoît Falchetto, pilota automobilistico francese († 1967)
- 1885 - Luigi Grosso, generale italiano († 1960)
- 1885 - Julius Jaenzon, direttore della fotografia svedese († 1961)
- 1885 - Paul Leni, regista e scenografo tedesco († 1929)
- 1886 - Alberto Capozzi, attore italiano († 1945)
- 1886 - Pietro Silvio Rivetta, giornalista, scrittore e illustratore italiano († 1952)
- 1886 - Folkman Schaanning, attore norvegese († 1964)
- 1887 - Jean Ray, scrittore belga († 1964)
- 1888 - Andrea Aglietto, politico e partigiano italiano († 1965)
- 1889 - Alajos Bruckner, nuotatore ungherese († 1946)
- 1889 - Hans-Gustav Felber, generale tedesco († 1962)
- 1889 - Lambert Hillyer, regista e sceneggiatore statunitense († 1969)
- 1889 - Eugene Pallette, attore statunitense († 1954)
- 1889 - Guido Spadolini, pittore italiano († 1944)
- 1890 - Aleksander Birkenmajer, storico polacco († 1967)
- 1890 - Walter Hasenclever, scrittore e drammaturgo tedesco († 1940)
- 1890 - Hanns Johst, poeta, drammaturgo e scrittore tedesco († 1978)
- 1890 - Marcello Labor, letterato, scrittore e medico italiano († 1954)
- 1890 - Stanton Macdonald-Wright, pittore statunitense († 1973)
- 1890 - Ödön Téry, ginnasta ungherese († 1981)
- 1891 - Josef Hora, poeta cecoslovacco († 1945)
- 1891 - Costantino Ruspoli, militare italiano († 1942)
- 1892 - Richard Aldington, poeta, scrittore e saggista britannico († 1962)
- 1892 - Torsten Carleman, matematico svedese († 1949)
- 1892 - Dean O'Banion, mafioso statunitense († 1924)
- 1892 - Luca Pignato, giornalista, poeta e scrittore italiano († 1955)
- 1892 - Nikolaj Nikolaevič Polikarpov, ingegnere aeronautico sovietico († 1944)
- 1893 - Carmen Mondragón, pittrice, poetessa e modella messicana († 1978)
- 1893 - Fritz Perls, psicoterapeuta tedesco († 1970)
- 1893 - Nikola Petkov, politico bulgaro († 1947)
- 1893 - Carlo Silvestri, giornalista italiano († 1955)
- 1894 - Carlo Ludovico Bragaglia, regista, sceneggiatore e fotografo italiano († 1998)
- 1894 - Johann W. Fück, arabista e islamista tedesco († 1974)
- 1894 - Lee Hill, attore statunitense († 1957)
- 1895 - Vincenzo Cujuli, carabiniere italiano († 1943)
- 1895 - Paolo D'Antoni, politico italiano († 1982)
- 1895 - James Patrick McGranery, politico statunitense († 1962)
- 1895 - Arthur C. Miller, direttore della fotografia statunitense († 1970)
- 1895 - Wilhelm Speidel, generale tedesco († 1970)
- 1895 - Igor' Evgen'evič Tamm, fisico russo († 1971)
- 1895 - Michele Vitali Mazza, militare italiano († 1916)
- 1896 - Félix Cabano, calciatore argentino († 1949)
- 1896 - Salvatore Italia, politico e avvocato italiano († 1954)
- 1896 - Ferruccio Antonio Talentino, militare italiano († 1916)
- 1896 - Vladimir Volodin, attore sovietico († 1958)
- 1897 - Alessandro Gerini, politico italiano († 1990)
- 1897 - Piero Gilli, calciatore italiano († 1967)
- 1897 - Isabelino Gradín, velocista e calciatore uruguaiano († 1944)
- 1897 - Austin Bradford Hill, epidemiologo e statistico britannico († 1991)
- 1897 - Tarcisio Robbiati, anarchico, antifascista e partigiano italiano († 1952)
- 1898 - Ernő Gerő, politico ungherese († 1980)
- 1898 - Georgij Ėrichovič Langemak, ingegnere sovietico († 1938)
- 1898 - Ruggero Lombardi, politico italiano († 1976)
- 1898 - May Picqueray, pacifista e sindacalista francese († 1983)
- 1898 - Ivo Soli, scultore italiano († 1979)
- 1899 - Gerald Basil Edwards, scrittore britannico († 1976)
- 1899 - Audrey Richards, antropologa britannica († 1984)
- 1899 - Emil Steffann, architetto tedesco († 1968)
- 1900 - George Antheil, compositore, pianista e scrittore statunitense († 1959)
- 1900 - Lazare Meerson, scenografo russo († 1938)
- 1900 - Barbara Morgan, fotografa statunitense († 1992)
- 1900 - Kurt Voß, calciatore tedesco († 1978)

## XX secolo(838)
- 1901 - Jan Knížek, calciatore cecoslovacco († 1965)
- 1901 - Otto Wächter, generale, politico e avvocato austriaco († 1949)
- 1902 - Art Austin, pallanuotista statunitense († 1962)
- 1902 - Gwendolyn B. Bennett, poetessa, scrittrice e giornalista statunitense († 1981)
- 1902 - Emilio Giaccone, educatore italiano († 1972)
- 1902 - Domenico Li Muli, scultore e pittore italiano († 2003)
- 1902 - Jean Mamy, regista, montatore e scrittore francese († 1949)
- 1903 - Grace McKenzie, nuotatrice britannica († 1988)
- 1903 - Michel Mouskhély, politologo georgiano († 1964)
- 1903 - Giovanni Schiavo, presbitero italiano († 1967)
- 1903 - Umaid Singh, indiano († 1947)
- 1903 - Carlo Zecchi, pianista e direttore d'orchestra italiano († 1984)
- 1904 - Vladimir Belokurov, attore sovietico († 1973)
- 1904 - Henri Cartan, matematico francese († 2008)
- 1904 - Roger Motz, politico belga († 1964)
- 1905 - Mary Kathleen Crichton, nobildonna britannica († 1990)
- 1906 - Philip Johnson, architetto statunitense († 2005)
- 1906 - Primo Zeglio, regista, sceneggiatore e pittore italiano († 1984)
- 1907 - Aldo Alessandrini, militare e aviatore italiano († 1989)
- 1907 - George W. Romney, imprenditore e politico statunitense († 1995)
- 1908 - Ardelio Allori, dirigente sportivo e imprenditore italiano († 1983)
- 1908 - Renato Bacigalupo, nuotatore italiano († 1979)
- 1908 - Louis Jordan, sassofonista, polistrumentista e cantante statunitense († 1975)
- 1908 - Marcel Pinel, calciatore francese († 1968)
- 1908 - Harald Reinl, regista tedesco († 1986)
- 1908 - Nelson Rockefeller, politico statunitense († 1979)
- 1909 - Louis Finot, calciatore francese († 1996)
- 1909 - Mario Gentilini, giornalista e fumettista italiano († 1988)
- 1910 - Giuseppe Andreoli, giurista italiano († 2019)
- 1910 - Jimmy Littlejohn, allenatore di calcio e calciatore scozzese († 1989)
- 1911 - John Ball, scrittore e giornalista statunitense († 1988)
- 1911 - Vicente Gómez, chitarrista e compositore spagnolo († 2001)
- 1911 - Gertrude Niesen, cantante, attrice e paroliera statunitense († 1975)
- 1912 - Ed Czerkiewicz, calciatore statunitense († 1990)
- 1912 - Runqi, principe cinese († 2007)
- 1912 - Christel Goltz, soprano tedesco († 2008)
- 1912 - Giuseppe Lanave, vescovo cattolico italiano († 1996)
- 1912 - Antonio Maglio, medico italiano († 1988)
- 1912 - Mary Morley Crapo, scrittrice statunitense († 2003)
- 1912 - Aimé Nuic, calciatore francese († 1995)
- 1913 - Vittorio Emanuele Giuntella, storico e militare italiano († 1996)
- 1913 - Ludwig Gschossmann, pittore tedesco († 1988)
- 1913 - Settimio Simonini, ciclista su strada italiano († 1986)
- 1913 - Bill Thompson, attore e doppiatore statunitense († 1971)
- 1914 - Billy Eckstine, cantante statunitense († 1993)
- 1914 - Arthur Edward Ellis, arbitro di calcio inglese († 1999)
- 1915 - Kenneth May, matematico statunitense († 1977)
- 1916 - Kjell Holmström, bobbista svedese († 1999)
- 1916 - Ed Jucker, allenatore di pallacanestro statunitense († 2002)
- 1916 - Livio Marbello, militare italiano († 1940)
- 1916 - Peter Pasetti, attore e doppiatore tedesco († 1996)
- 1917 - Pamela Brown, attrice britannica († 1975)
- 1917 - Faye Emerson, attrice statunitense († 1983)
- 1917 - Nuccia Fumo, attrice italiana († 2005)
- 1917 - Hiroshi Inoue, entomologo giapponese († 2008)
- 1917 - Glenn Langan, attore statunitense († 1991)
- 1917 - Lodovico Morando, pittore italiano († 1987)
- 1917 - J. F. Powers, scrittore statunitense († 1999)
- 1918 - Virgilio Corbo, francescano e archeologo italiano († 1991)
- 1918 - Roberto Giovannini, politico italiano († 1995)
- 1918 - Jane Horney, agente segreto svedese († 1945)
- 1918 - Craig Stevens, attore statunitense († 2000)
- 1919 - Eileen Bennett, attrice britannica († 2025)
- 1919 - Albert Caraco, filosofo e scrittore uruguaiano († 1971)
- 1919 - Giuseppe Ermentini, architetto italiano († 2003)
- 1919 - Al Grenert, cestista e allenatore di pallacanestro statunitense († 2002)
- 1919 - Walter Scheel, politico tedesco († 2016)
- 1919 - Kalevi Tervo, militare e aviatore finlandese († 1943)
- 1920 - Orlando Orfei, circense italiano († 2015)
- 1920 - Chandrika Prasad Srivastava, diplomatico indiano († 2013)
- 1921 - John Money, psicologo e sessuologo neozelandese († 2006)
- 1921 - Edgar Morin, filosofo e sociologo francese
- 1921 - Don Ray, cestista statunitense († 1998)
- 1921 - Giovanni Tombesi, calciatore italiano († 2001)
- 1922 - Gian Domenico Giagni, poeta, sceneggiatore e regista italiano († 1975)
- 1922 - Pierre Grimblat, produttore televisivo, sceneggiatore e regista francese († 2016)
- 1922 - Adriana Palomby, politica italiana († 2001)
- 1922 - Franco Zappa, politico italiano († 2003)
- 1923 - Didier Anzieu, psicoanalista francese († 1999)
- 1923 - Val Bettin, attore e doppiatore statunitense († 2021)
- 1923 - Harrison Dillard, velocista e ostacolista statunitense († 2019)
- 1923 - Emilio Ferretti, partigiano, sindacalista e politico italiano († 2007)
- 1923 - Dragoljub Janošević, scacchista jugoslavo († 1993)
- 1923 - Fortunato Licandro, politico italiano († 1985)
- 1924 - Johnnie Johnson, pianista statunitense († 2005)
- 1924 - Georges Sesia, calciatore francese († 2016)
- 1924 - Francesco Spoto, presbitero italiano († 1964)
- 1925 - Jean Cau, scrittore, giornalista e sceneggiatore francese († 1993)
- 1925 - Marco Cé, cardinale e patriarca cattolico italiano († 2014)
- 1925 - Miriam Repič-Lekić, pittrice e scultrice jugoslava († 2015)
- 1925 - Goffredo Stabellini, calciatore italiano († 2012)
- 1926 - David Malet Armstrong, filosofo australiano († 2014)
- 1926 - Heinz Bienefeld, architetto tedesco († 1995)
- 1926 - John Dingell, politico e avvocato statunitense († 2019)
- 1926 - Gino Falleri, giornalista e scrittore italiano († 2019)
- 1926 - Elisabeth Kübler Ross, psichiatra svizzera († 2004)
- 1926 - Leonora Lafayette, soprano statunitense († 1975)
- 1927 - Willy De Clercq, politico belga († 2011)
- 1927 - Robert McKenna, vescovo statunitense († 2015)
- 1927 - Alessandro Passaré, collezionista d'arte, medico e viaggiatore italiano († 2006)
- 1927 - Roy Williams, cestista canadese († 2020)
- 1928 - Jozef Dupré, politico belga († 2021)
- 1928 - Marcello Giombini, compositore e organista italiano († 2003)
- 1928 - Finn Haunstoft, canoista danese († 2008)
- 1928 - Rafael Hechanova, cestista filippino († 2021)
- 1928 - Rudolf Kortokraks, pittore tedesco († 2014)
- 1928 - Josep Perarnau i Espelt, religioso, teologo e storico spagnolo
- 1928 - Pier Giacomo Pisoni, storico italiano († 1991)
- 1928 - Nelli Shkolnikova, violinista e insegnante sovietica († 2010)
- 1928 - Alekos Spanoudakīs, cestista greco († 2019)
- 1929 - Wally Bragg, calciatore inglese († 2016)
- 1929 - Gian Paolo Brizio, dirigente d'azienda e politico italiano († 2008)
- 1929 - Eberhard Waechter, baritono austriaco († 1992)
- 1929 - Paolo Gillet, vescovo cattolico italiano
- 1929 - Shirley Ann Grau, scrittrice statunitense († 2020)
- 1929 - Milena Greppi, ostacolista e velocista italiana († 2016)
- 1929 - Piero Pieroni, scrittore, storico e traduttore italiano († 2006)
- 1929 - Kiki Romero, allenatore di pallacanestro messicano († 1992)
- 1930 - John Calley, produttore cinematografico statunitense († 2011)
- 1930 - Jim Mooney, cestista statunitense († 2015)
- 1930 - Zenon Stefaniuk, pugile polacco († 1985)
- 1930 - Sławomir Złotek-Złotkiewicz, cestista polacco († 1978)
- 1931 - Roone Arledge, dirigente sportivo statunitense († 2002)
- 1931 - Jürgen Böttcher, regista e sceneggiatore tedesco
- 1931 - Ilio Calabresi, medievista, paleografo e linguista italiano († 2014)
- 1931 - Willy Fossli, calciatore norvegese († 2017)
- 1931 - Arawa Kimura, calciatore giapponese († 2007)
- 1931 - Thorvald Stoltenberg, politico norvegese († 2018)
- 1931 - Giovanni Tabacchi, bobbista italiano († 2018)
- 1931 - Jürgen Trumpf, diplomatico tedesco († 2023)
- 1931 - Pëtr Ufimcev, fisico e matematico russo
- 1932 - Germana Calderini, doppiatrice italiana
- 1932 - Barbara Loden, attrice, sceneggiatrice e regista statunitense († 1980)
- 1932 - Franca Raimondi, cantante italiana († 1988)
- 1932 - Karl Josef Romer, vescovo cattolico svizzero
- 1932 - Jerry Vale, cantante statunitense († 2014)
- 1932 - Alcide Vecchi, politico italiano
- 1933 - Bucky Bockhorn, ex cestista statunitense
- 1933 - Salvatore Lanzafame, cestista e pallanuotista italiano († 2009)
- 1933 - Malcolm Musgrove, calciatore e allenatore di calcio inglese († 2007)
- 1933 - Peter Orlovsky, poeta statunitense († 2010)
- 1933 - Claudio Sorgi, presbitero, scrittore e conduttore televisivo italiano († 1999)
- 1934 - John Amdisen, calciatore danese († 1997)
- 1934 - Marty Feldman, comico, attore e sceneggiatore britannico († 1982)
- 1934 - Albert Hemmo, ex cestista e allenatore di pallacanestro israeliano
- 1934 - Aleksandr Kurynov, sollevatore sovietico († 1973)
- 1934 - Rodney Stark, sociologo e scrittore statunitense († 2022)
- 1934 - Julio Viera, pittore spagnolo († 2023)
- 1935 - John David Crow, giocatore di football americano statunitense († 2015)
- 1935 - Guido Del Grosso, ex calciatore italiano
- 1935 - Roar Johansen, calciatore norvegese († 2015)
- 1935 - Steve Lawrence, attore e cantante statunitense († 2024)
- 1935 - Tor Österlund, calciatore finlandese († 2022)
- 1935 - Kai Pahlman, calciatore finlandese († 2013)
- 1935 - Oscar Alfonso Podlech Michaud, avvocato e magistrato cileno
- 1935 - Giuseppe Rivadossi, ebanista e scultore italiano
- 1935 - Vitalij Ivanovič Sevast'janov, cosmonauta, politico e ingegnere sovietico († 2010)
- 1936 - Aloysio Biondi, giornalista brasiliano († 2000)
- 1936 - Ferdinando Falco, poeta e scrittore italiano († 2016)
- 1936 - Anthony Mongalo, politico sudafricano
- 1936 - Gennadij Nikolaev, nuotatore sovietico († 2013)
- 1936 - Valentino Persenda, allenatore di calcio e calciatore italiano († 2019)
- 1936 - Ralph Strait, attore statunitense († 1992)
- 1937 - José María Ferrero, ex calciatore argentino
- 1937 - Gennadios Zervós, arcivescovo ortodosso greco († 2020)
- 1937 - Kate Jobson, ex nuotatrice svedese
- 1937 - Lidia Klement, cantante sovietica († 1964)
- 1937 - Giampiero Molinari, allenatore di calcio e ex calciatore italiano
- 1937 - Gérard Mulumba Kalemba, vescovo cattolico della Repubblica Democratica del Congo († 2020)
- 1938 - Alan Aldridge, illustratore britannico († 2017)
- 1938 - Maffeo Bellicini, criminale italiano
- 1938 - Axel Berg, calciatore norvegese († 2020)
- 1938 - Julia Carson, politica statunitense († 2007)
- 1938 - Giorgio Gangi, politico italiano († 2013)
- 1938 - Arminda Malatesta, cestista paraguaiana
- 1938 - Silvia Metzeltin Buscaini, geologa, alpinista e scrittrice svizzera
- 1938 - Andrej Vasil'evič Mjagkov, attore sovietico († 2021)
- 1939 - Luigi Berzano, sociologo e prete italiano
- 1939 - Maria Pia Fusco, sceneggiatrice e giornalista italiana († 2016)
- 1939 - Anatolij Grišin, canoista sovietico († 2016)
- 1939 - Adriano Maschietto, calciatore italiano († 2016)
- 1939 - Tommy Mason, giocatore di football americano statunitense († 2015)
- 1939 - Baldur Preiml, saltatore con gli sci austriaco († 2025)
- 1939 - Lore Trittner, nuotatrice austriaca
- 1939 - Nando Yosu, allenatore di calcio e calciatore spagnolo († 2016)
- 1940 - Gerald L. Baliles, politico statunitense († 2019)
- 1940 - André Daina, ex calciatore e arbitro di calcio svizzero
- 1940 - Masaaki Kaneko, ex lottatore giapponese
- 1940 - Stefano Losurdo, politico e avvocato italiano († 2013)
- 1940 - Ernesto Marcolini, ex calciatore italiano
- 1940 - Marcia Rodd, attrice statunitense
- 1941 - Adriano Chiaramida, attore italiano
- 1941 - Pierre Dukan, medico francese
- 1941 - Gaetano Giua, politico italiano
- 1941 - Dario Gradi, allenatore di calcio e ex calciatore inglese
- 1941 - Bill Klucas, allenatore di pallacanestro statunitense († 2014)
- 1941 - Thunderbolt Patterson, ex wrestler statunitense
- 1941 - Rosy, cantante italiana
- 1941 - Bernard Van De Kerckhove, ciclista su strada belga († 2015)
- 1942 - Ettore Asticelli, poeta italiano († 2001)
- 1942 - Vincenzo Casillo, mafioso italiano († 1983)
- 1942 - Pier Luigi Celli, dirigente d'azienda e saggista italiano
- 1942 - Rudol'f Fruntov, regista sovietico († 2015)
- 1942 - Phil Gramm, politico e economista statunitense
- 1942 - Cesare Lanza, giornalista, scrittore e autore televisivo italiano
- 1942 - Narciso Pezzotti, allenatore di calcio e ex calciatore italiano
- 1942 - Alessandro Portelli, critico musicale e storico italiano
- 1942 - Louis Schweitzer, dirigente d'azienda francese
- 1942 - Carlos Vásquez, cestista peruviano († 1984)
- 1943 - Gianluigi Burrafato, politico italiano
- 1943 - Fiorella Farinelli, sindacalista, politica e saggista italiana
- 1943 - Guido Marzulli, pittore italiano
- 1943 - Ricardo Pavoni, ex calciatore uruguaiano
- 1943 - Carmine Preziosi, ex ciclista su strada italiano
- 1943 - Ri Chun-hee, giornalista e conduttrice televisiva nordcoreana
- 1943 - Gianni Travaglini, criminale italiano
- 1943 - Faye Wattleton, attivista statunitense
- 1944 - Bob Berezowitz, allenatore di football americano statunitense
- 1944 - Jaimoe Johanson, batterista e percussionista statunitense
- 1944 - Roy Low, ex calciatore inglese
- 1944 - Enzo Musco, giurista italiano († 2021)
- 1944 - William H. Pitsenbarger, militare statunitense († 1966)
- 1944 - Margaret W. Rossiter, storica della scienza statunitense († 2025)
- 1944 - Hironobu Takesaki, giurista giapponese
- 1944 - Jeffrey Tambor, attore statunitense
- 1944 - Guido Tosi, regista e autore televisivo italiano
- 1944 - Charles Williams, ex calciatore maltese
- 1945 - Micheline Calmy-Rey, politica svizzera
- 1945 - Mara Malavenda, sindacalista e politica italiana († 2024)
- 1945 - Herbert Schirmer, poliziotto statunitense
- 1946 - Daniela Beneck, ex nuotatrice italiana
- 1946 - Jay Chattaway, compositore statunitense
- 1946 - Cynthia Gregory, ex ballerina statunitense
- 1946 - Attilio Schneck, politico italiano
- 1947 - Antonio Bargone, politico italiano
- 1947 - Kim Darby, attrice e ex ballerina statunitense
- 1947 - René Frégni, scrittore francese
- 1947 - Samuel Edward Konkin III, economista statunitense († 2004)
- 1947 - Moraes Moreira, cantante, musicista e compositore brasiliano († 2020)
- 1947 - Turk, illustratore, sceneggiatore e fumettista belga
- 1947 - Willie Wilson, batterista britannico
- 1948 - Conrad Buff IV, montatore statunitense
- 1948 - Serafino Carminati, ex canottiere italiano
- 1948 - Francesco Casillo, politico e militare italiano († 2012)
- 1948 - Raffi Cavoukian, cantautore egiziano
- 1948 - Dave Sorenson, cestista statunitense († 2002)
- 1948 - Carla Vistarini, paroliera, sceneggiatrice e scrittrice italiana
- 1949 - Massimo Mario Augello, economista italiano
- 1949 - Adriano Ciocca Vasino, vescovo cattolico e missionario italiano
- 1949 - Alessandro Gennari, psicologo e scrittore italiano († 2000)
- 1949 - Christina Heinich, ex velocista tedesca
- 1949 - Jaroslav Jurka, ex schermidore cecoslovacco
- 1949 - Marko Kavčič, ex sciatore alpino sloveno
- 1949 - Wolfgang Puck, cuoco austriaco
- 1950 - Franco Bolelli, filosofo e saggista italiano († 2020)
- 1950 - Leroy Gomez, cantante statunitense
- 1950 - Elena Ilieva, ex cestista bulgara
- 1950 - Christoph Levin, teologo tedesco
- 1951 - Gianfranco Cozzi, politico italiano († 2004)
- 1951 - Patrizio Fariselli, pianista e compositore italiano
- 1951 - Jim Fleming, arbitro di rugby a 15 britannico
- 1951 - Maïmouna Guerresi, fotografa e scultrice italiana
- 1951 - Anjelica Huston, attrice statunitense
- 1951 - Adalberto Martínez Flores, cardinale e arcivescovo cattolico paraguaiano
- 1951 - Antonio Paravia, politico italiano
- 1951 - Martino Ragusa, scrittore, gastronomo e giornalista italiano
- 1951 - Horacio Salinas, chitarrista e compositore cileno
- 1951 - Alison Weir, scrittrice inglese
- 1952 - Raymond Durand, pilota di rally francese
- 1952 - Tony Kaye, regista e direttore della fotografia britannico
- 1952 - Jack Lambert, ex giocatore di football americano statunitense
- 1952 - Nacho Martínez, attore spagnolo († 1996)
- 1952 - Ahmad Nazif, politico egiziano
- 1952 - Anna Quindlen, scrittrice e giornalista statunitense
- 1952 - Anssi Rauramo, ex cestista e politico finlandese
- 1952 - Karen Georgievič Šachnazarov, regista, attore e produttore cinematografico russo
- 1952 - Vladimir Šitov, slittinista sovietico († 2011)
- 1952 - Mary Ellen Trainor, attrice statunitense († 2015)
- 1952 - Ulrich Wehling, dirigente sportivo e ex combinatista nordico tedesco
- 1952 - Marianne Williamson, politica e scrittrice statunitense
- 1953 - Madeleine Boll, ex calciatrice svizzera
- 1953 - Bishop Dolegiewicz, discobolo e pesista canadese († 2008)
- 1953 - Ferenc Kocsis, ex lottatore ungherese
- 1953 - Zhou Long, compositore cinese
- 1953 - Vincenzo Carmine Orofino, vescovo cattolico italiano
- 1954 - Ettore Boffano, giornalista italiano
- 1954 - Hallstein Bøgseth, ex combinatista nordico norvegese
- 1954 - Bayard Forrest, ex cestista statunitense
- 1954 - Francisco García Hernández, allenatore di calcio e ex calciatore spagnolo
- 1954 - Felice Mariani, politico e ex judoka italiano
- 1954 - Matthew Marsh, attore britannico
- 1954 - Domenico Montalto, giornalista e storico dell'arte italiano († 2011)
- 1954 - Stavri Nica, allenatore di calcio albanese
- 1954 - Ronald Spelbos, allenatore di calcio e ex calciatore olandese
- 1955 - Derek Addison, ex calciatore scozzese
- 1955 - Lena Endre, attrice svedese
- 1955 - Douglas Flint, banchiere scozzese
- 1955 - Alison Fraser, attrice e cantante statunitense
- 1955 - Larry Huras, allenatore di hockey su ghiaccio e ex hockeista su ghiaccio canadese
- 1955 - Susan Price, scrittrice britannica
- 1955 - Donatella Rettore, cantautrice e attrice italiana
- 1956 - Jean-René Bernaudeau, dirigente sportivo e ex ciclista su strada francese
- 1956 - Giovanni Bongiorni, ex velocista italiano
- 1956 - Roberto Catterina, ex calciatore italiano
- 1956 - Ugo Fabrizio Giordani, regista italiano
- 1956 - Millard Hampton, ex velocista statunitense
- 1956 - Gianni Marchetti, ex tennista italiano
- 1956 - Andrés Ramírez, ex calciatore spagnolo
- 1957 - Juan Alberto Acosta, ex calciatore uruguaiano
- 1957 - Giacomo Campiotti, regista e sceneggiatore italiano
- 1957 - Carlos Cavazo, chitarrista messicano
- 1957 - Viktor Diduk, ex canottiere sovietico
- 1957 - Françoise Forton, attrice brasiliana († 2022)
- 1957 - Mimie Mathy, attrice, comica e cantante francese
- 1957 - Christophe Roger-Vasselin, ex tennista francese
- 1958 - Kevin Bacon, attore statunitense
- 1958 - Giosuè Calabrese, politico e dirigente pubblico italiano
- 1958 - Jim Campilongo, chitarrista e compositore statunitense
- 1958 - Antonino Foti, politico italiano
- 1958 - Charles Phillip Richard Moth, vescovo cattolico britannico
- 1958 - Wolfgang Schädler, ex slittinista liechtensteinese
- 1958 - Michelle Tyler, ex tennista britannica
- 1958 - Neetu Singh, attrice indiana
- 1959 - Salvatore Cantalupo, attore italiano († 2018)
- 1959 - Tom Egeland, scrittore norvegese
- 1959 - Jamie Freveletti, scrittrice statunitense
- 1959 - Robert Knepper, attore statunitense
- 1959 - Leszek Kucharski, ex tennistavolista polacco
- 1959 - Zoltán Kuhárszky, allenatore di tennis e ex tennista ungherese
- 1959 - Raffaele Mertes, regista televisivo e direttore della fotografia italiano
- 1959 - Graham Pearce, ex calciatore inglese
- 1959 - John Purdell, produttore discografico e musicista statunitense († 2003)
- 1959 - Pauline Quirke, attrice britannica
- 1959 - Víctor Rasgado, compositore messicano († 2023)
- 1959 - Marco Varvello, giornalista italiano
- 1959 - André de Azevedo, pilota motociclistico e pilota di rally brasiliano
- 1960 - Benedetto Carucci Viterbi, rabbino e biblista italiano
- 1960 - Erio Castellucci, arcivescovo cattolico e teologo italiano
- 1960 - Helmut Grassl, allenatore di sci alpino e ex sciatore alpino svedese
- 1960 - William Michael Joensen, vescovo cattolico statunitense
- 1960 - Hanspeter Kyburz, compositore svizzero
- 1960 - Yann LeCun, informatico francese
- 1960 - Susanne Nielsson, ex nuotatrice danese
- 1960 - Carlo Perrone, allenatore di calcio, ex calciatore e ex giocatore di calcio a 5 italiano
- 1960 - Valarie Pettiford, ballerina e attrice statunitense
- 1960 - Andreas Schröder, ex lottatore tedesco
- 1960 - Jeff Stork, allenatore di pallavolo, ex pallavolista e ex giocatore di beach volley statunitense
- 1961 - Valérie Benguigui, attrice francese († 2013)
- 1961 - Francesca Chiavacci, attivista e politica italiana
- 1961 - Toby Keith, cantautore, musicista e attore statunitense († 2024)
- 1961 - Andrew Fletcher, tastierista e musicista britannico († 2022)
- 1961 - Danilo Grassi, percussionista e direttore d'orchestra italiano
- 1961 - Danièle Laumann, ex canottiera canadese
- 1961 - Kōki Mitani, sceneggiatore e regista giapponese
- 1961 - Wally Pfister, direttore della fotografia e regista statunitense
- 1961 - Massimo Sansavini, scultore italiano
- 1961 - Sergio Sarra, artista e ex cestista italiano
- 1961 - Cem Yıldırım, matematico turco
- 1962 - Oreste Baldini, doppiatore, direttore del doppiaggio e dialoghista italiano
- 1962 - Stefano Colagè, ex ciclista su strada italiano
- 1962 - Luigi De Rosa, allenatore di calcio, dirigente sportivo e ex calciatore italiano
- 1962 - Ivan Jovanović, allenatore di calcio e ex calciatore serbo
- 1962 - Joan Osborne, cantautrice statunitense
- 1962 - Roberto Pagnin, ex ciclista su strada e pistard italiano
- 1962 - Martin Pavlu, ex hockeista su ghiaccio, allenatore di hockey su ghiaccio e telecronista sportivo italiano
- 1962 - Steven Underhill, fotografo statunitense
- 1963 - Rocky Carroll, attore e regista statunitense
- 1963 - Max Cavallari, attore, comico e cabarettista italiano
- 1963 - Robert Ctvrtlik, ex pallavolista e ex giocatore di beach volley statunitense
- 1963 - Michael Cuesta, regista statunitense
- 1963 - Jean-Baptiste de Franssu, economista e banchiere francese
- 1963 - Paola Ghidoni, politica italiana
- 1963 - Janusz Góra, dirigente sportivo, allenatore di calcio e ex calciatore polacco
- 1963 - Jacques Martineau, regista e sceneggiatore francese
- 1963 - Pan Gongsheng, economista e politico cinese
- 1963 - Joey Rive, ex tennista statunitense
- 1964 - Durrent Brown, ex calciatore giamaicano
- 1964 - Chiu Chun Ming, ex calciatore e ex giocatore di calcio a 5 hongkonghese
- 1964 - Aleksej Gusarov, ex hockeista su ghiaccio e allenatore di hockey su ghiaccio russo
- 1964 - Colin Johnson, allenatore di calcio e ex calciatore anguillano
- 1964 - Suet Lam, attore cinese
- 1964 - Davide Lo Verde, attore italiano
- 1964 - Jérôme Rivière, politico e avvocato francese
- 1964 - Grazia Verasani, scrittrice e cantautrice italiana
- 1965 - Ugo Brachetti Peretti, dirigente d'azienda italiano
- 1965 - Virgilio Degiovanni, imprenditore italiano
- 1965 - Ahmed El-Kass, ex calciatore egiziano
- 1965 - Einārs Gņedojs, calciatore lettone († 2022)
- 1965 - Yousuf Hussain, ex calciatore emiratino
- 1965 - Andrea Lucchesini, pianista italiano
- 1965 - Hassan Nader, ex calciatore marocchino
- 1965 - Corey Parker, attore statunitense
- 1965 - Lee Tergesen, attore statunitense
- 1965 - Mario Zamma, comico, cabarettista e umorista italiano
- 1966 - Daniele Bruschi, ex ciclista su strada e mountain biker italiano
- 1966 - Ian Davenport, pittore britannico
- 1966 - Suzanne Krull, attrice statunitense († 2013)
- 1966 - Walter Molea, ex canottiere italiano
- 1966 - Dave Pasin, ex hockeista su ghiaccio canadese
- 1966 - Emanuele Vaccari, velista italiano
- 1966 - Renato Živković, ex pallanuotista e allenatore di pallanuoto croato
- 1967 - Michael B. Silver, attore statunitense
- 1967 - Jordan Chan, cantante, attore e ballerino cinese
- 1967 - Marcus Chong, attore statunitense
- 1967 - Claudio Corrarati, politico italiano
- 1967 - Sylvester Gray, ex cestista statunitense
- 1967 - Seo Hyang-soon, ex arciera sudcoreana
- 1967 - Željko Tanasković, ex pallavolista serbo
- 1967 - Klaus Tschütscher, politico liechtensteinese
- 1967 - Sabine Wehr-Hasler, ex snowboarder tedesca
- 1968 - Thom Fitzgerald, regista, sceneggiatore e produttore cinematografico statunitense
- 1968 - Billy Crudup, attore statunitense
- 1968 - KatieJane Garside, cantante britannica
- 1968 - Valerio Giambalvo, ex nuotatore italiano
- 1968 - John Mannion, politico statunitense
- 1968 - Alfonso Rueda, politico spagnolo
- 1968 - Christian Saceanu, ex tennista tedesco
- 1968 - Rashid Sidek, ex giocatore di badminton malaysiano
- 1968 - Akio Suyama, doppiatore giapponese
- 1968 - Sangita Tripathi, ex schermitrice francese
- 1968 - Roman Vonášek, ex calciatore ceco
- 1968 - Michael Weatherly, attore statunitense
- 1969 - Eva Háková, ex biatleta ceca
- 1969 - Dana Hall, ex giocatore di football americano statunitense
- 1969 - Robert Hanrahan, chitarrista e compositore australiano
- 1969 - Piero Maranghi, manager, imprenditore e regista italiano
- 1969 - Yune Sugihara, musicista giapponese
- 1970 - Christof Arnold, attore tedesco
- 1970 - Beck, cantautore e musicista statunitense
- 1970 - Stefano Bettella, allenatore di calcio e ex calciatore italiano
- 1970 - George Fisher, cantante statunitense
- 1970 - Todd Martin, ex tennista statunitense
- 1970 - Angela Mudge, fondista di corsa in montagna e ultramaratoneta britannica
- 1970 - Miguel Ángel Peña, ex ciclista su strada spagnolo
- 1970 - Andi Schwaller, giocatore di curling svizzero
- 1971 - Bibiana Beglau, attrice tedesca
- 1971 - Neil Jenkins, ex rugbista a 15 e allenatore di rugby a 15 britannico
- 1971 - John Juanda, giocatore di poker indonesiano
- 1971 - Amy O'Neill, attrice statunitense
- 1971 - Amanda Peterson, attrice statunitense († 2015)
- 1971 - Andrea Piedimonte, attore e produttore cinematografico italiano
- 1971 - Christian Recalcati, telecronista sportivo e opinionista italiano
- 1971 - Massimiliano Romboli, ex cestista italiano
- 1971 - Seelenluft, musicista svizzero
- 1972 - Amir Abdou, allenatore di calcio francese
- 1972 - Danilo Bosio, ex fondista di corsa in montagna italiano
- 1972 - Francesco Campanella, mafioso e collaboratore di giustizia italiano
- 1972 - Dani González, allenatore di calcio e ex calciatore spagnolo
- 1972 - Gulnora Karimova, politica, cantante e stilista uzbeka
- 1972 - Viorel Moldovan, allenatore di calcio e ex calciatore rumeno
- 1972 - Sébastien Nadot, medievista, scrittore e politico francese
- 1972 - Andrew Owusu, ex triplista e lunghista ghanese
- 1972 - Gabriele Pedullà, critico letterario, critico cinematografico e saggista italiano
- 1972 - Shōsuke Tanihara, attore giapponese
- 1973 - Katasha Artis, ex cestista statunitense
- 1973 - Jozef Kožlej, ex calciatore slovacco
- 1973 - Daniel Lipšic, politico slovacco
- 1973 - Sebastian Maniscalco, comico e attore statunitense
- 1973 - Kiril K. Maritchkov, diplomatico e saggista bulgaro
- 1973 - Laura Proietti, brigatista italiana
- 1973 - Kathleen Robertson, attrice canadese
- 1973 - Medi Sadoun, attore francese
- 1973 - Valerij Zalužnyj, generale e diplomatico ucraino
- 1974 - Elvir Baljić, allenatore di calcio e ex calciatore bosniaco
- 1974 - Lady Dana, disc jockey e produttrice discografica olandese
- 1974 - Tami Erin, attrice e modella statunitense
- 1974 - Marco Fortin, ex calciatore italiano
- 1974 - Žanna Friske, cantante e attrice russa († 2015)
- 1974 - Dragoslav Jevrić, ex calciatore serbo
- 1974 - Carlo Morici, botanico italiano
- 1974 - Vincenzo Sicignano, allenatore di calcio e ex calciatore italiano
- 1974 - Allan Smart, allenatore di calcio e ex calciatore scozzese
- 1974 - Simone Veronese, ex calciatore italiano
- 1974 - Adenis Roberto de Oliveira, vescovo cattolico brasiliano
- 1974 - Thierry van den Bosch, pilota motociclistico francese
- 1974 - Andrejs Štolcers, ex calciatore e allenatore di calcio lettone
- 1975 - Javier Delgado, ex calciatore uruguaiano
- 1975 - Cristian Ferreyra, ex calciatore argentino
- 1975 - Guo Shiqiang, ex cestista e allenatore di pallacanestro cinese
- 1975 - Ken Iwase, ex calciatore giapponese
- 1975 - Claire Keim, attrice e cantante francese
- 1975 - Lilian Kummer, ex sciatrice alpina svizzera
- 1975 - Régis Laconi, pilota motociclistico francese
- 1975 - Antonio Marinetti, fumettista italiano
- 1975 - Cullen Moss, attore e doppiatore statunitense
- 1975 - Ole Tobiasen, allenatore di calcio e ex calciatore danese
- 1975 - Elias Viljanen, chitarrista finlandese
- 1975 - Jamal Woolard, attore e rapper statunitense
- 1976 - Nadia Battain, ex cestista italiana
- 1976 - Jessy De Smet, cantante belga
- 1976 - Talal El Karkouri, allenatore di calcio e ex calciatore marocchino
- 1976 - Marco Fertonani, ex ciclista su strada italiano
- 1976 - Jo Sang-hyeon, allenatore di pallacanestro e ex cestista sudcoreano
- 1976 - Sergej Kazakov, pugile russo
- 1976 - Iyari Limon, attrice messicana
- 1976 - Ellen MacArthur, velista inglese
- 1976 - Lina Teoh, modella malese
- 1976 - Odile Vuillemin, attrice francese
- 1976 - David Wallace, ex rugbista a 15 irlandese
- 1976 - Wang Liping, ex marciatrice cinese
- 1977 - Christian Abbiati, dirigente sportivo e ex calciatore italiano
- 1977 - Naea Bennett, allenatore di calcio e ex calciatore francese
- 1977 - Cristiana Checchi, ex pesista e discobola italiana
- 1977 - Sparo Manero, rapper italiano
- 1977 - Roberto Gravina, politico italiano
- 1977 - Tōru Irie, allenatore di calcio e ex calciatore giapponese
- 1977 - David Kannemeyer, ex calciatore sudafricano
- 1977 - Liu Xianying, ex biatleta cinese
- 1977 - Ana Perović, ex cestista serba
- 1977 - Riitta Pitkänen, ex sciatrice alpina finlandese
- 1977 - Selima Sfar, ex tennista tunisina
- 1977 - Paolo Tiralongo, dirigente sportivo e ex ciclista su strada italiano
- 1977 - Milo Ventimiglia, attore statunitense
- 1977 - Wang Zhizhi, ex cestista e allenatore di pallacanestro cinese
- 1978 - Gaia Bassani Antivari, ex sciatrice alpina grenadina
- 1978 - Kat Frankie, cantautrice e musicista australiana
- 1978 - Dīmītrīs Grammozīs, allenatore di calcio e ex calciatore tedesco
- 1978 - Eduard Hrnčár, ex calciatore slovacco
- 1978 - Panagiōtīs Katsiaros, ex calciatore greco
- 1978 - Juan Miguel Mercado, ex ciclista su strada spagnolo
- 1978 - Marko Mitrović, allenatore di calcio e ex calciatore serbo
- 1978 - Erin Morgenstern, artista e scrittrice statunitense
- 1978 - Giōrgos Mparkoglou, ex calciatore greco
- 1978 - Martín Pérez, ex giocatore di calcio a 5 uruguaiano
- 1978 - Urmas Rooba, ex calciatore estone
- 1979 - Adelinde Cornelissen, cavallerizza olandese
- 1979 - Sara Cunial, politica italiana
- 1979 - Christel Ferrier-Bruneau, ex ciclista su strada e ciclocrossista francese
- 1979 - Britton Johnsen, ex cestista statunitense
- 1979 - Olesja Krasnomovec, velocista russa
- 1979 - Melissa Reneé Martin, attrice statunitense
- 1979 - Nabil Mebarki, ex cestista francese
- 1979 - Matteo Melara, allenatore di calcio e ex calciatore italiano
- 1979 - Alejandro Moreno, ex calciatore venezuelano
- 1979 - Noora Noor, cantante somala
- 1980 - Mariusz Fyrstenberg, allenatore di tennis e ex tennista polacco
- 1980 - Robbie Keane, allenatore di calcio e ex calciatore irlandese
- 1980 - Marialucia Lorefice, politica italiana
- 1980 - Muhammad Ridwan, calciatore indonesiano
- 1980 - Bastien Ripoll, canottiere francese
- 1980 - Achraf Tadili, atleta canadese
- 1980 - Tom Williams, ex calciatore inglese
- 1980 - Yang Tae-young, ex ginnasta sudcoreano
- 1981 - Ashley Blue, ex attrice pornografica statunitense
- 1981 - Davy De Fauw, allenatore di calcio e ex calciatore belga
- 1981 - Shalane Flanagan, ex maratoneta e mezzofondista statunitense
- 1981 - Andy Gillet, modello e attore francese
- 1981 - Shane Jennings, rugbista a 15 irlandese
- 1981 - Jiří Král, pallavolista ceco
- 1981 - Kwak Tae-hwi, allenatore di calcio e ex calciatore sudcoreano
- 1981 - Jimmy Modeste, allenatore di calcio e ex calciatore francese
- 1981 - Anastasija Myskina, allenatrice di tennis e ex tennista russa
- 1981 - Leanne Ross, allenatrice di calcio e ex calciatrice scozzese
- 1981 - Vjačeslav Selin, schermidore russo
- 1981 - Keita Suzuki, ex calciatore giapponese
- 1981 - René Villalba, giocatore di calcio a 5 paraguaiano
- 1982 - Joshua Alba, attore statunitense
- 1982 - Mikołaj Burda, canottiere polacco
- 1982 - Sophia Bush, attrice statunitense
- 1982 - Schuyler Fisk, attrice e cantante statunitense
- 1982 - James Graham, sceneggiatore, drammaturgo e librettista britannico
- 1982 - Ariel Helwani, giornalista canadese
- 1982 - Sabine Herold, politica francese
- 1982 - Jonas Krogstad, calciatore norvegese
- 1982 - Ieva Kubliņa, ex cestista lettone
- 1982 - Ghenadie Orbu, ex calciatore moldavo
- 1982 - Park Chil-sung, marciatore sudcoreano
- 1982 - Shanna, wrestler portoghese
- 1982 - Seitarō Tomisawa, ex calciatore giapponese
- 1982 - Pendleton Ward, regista, animatore e produttore televisivo statunitense
- 1982 - Hakim Warrick, ex cestista statunitense
- 1983 - Salustiano Candia, calciatore paraguaiano
- 1983 - Szymon Gąsiński, ex calciatore polacco
- 1983 - Branko Grahovac, ex calciatore bosniaco
- 1983 - Isis de Melo Nascimento, ex cestista brasiliana
- 1983 - Jon Jönsson, ex calciatore svedese
- 1983 - Francesca Lancini, modella, conduttrice televisiva e scrittrice italiana
- 1983 - Anna Matison, regista russa
- 1983 - Éric Matoukou, ex calciatore camerunese
- 1983 - Dušan Matović, ex calciatore serbo
- 1983 - Antonio Mirante, ex calciatore italiano
- 1983 - Musaed Neda, calciatore kuwaitiano
- 1983 - Ramazan Şahin, lottatore russo
- 1983 - Krisztián Vida, astronomo ungherese
- 1983 - Kristiina Wheeler, cantante finlandese
- 1984 - Mariem Alaoui Selsouli, ex mezzofondista marocchina
- 1984 - Alexis Dziena, attrice statunitense
- 1984 - Juan Ignacio González, ex calciatore messicano
- 1984 - Jurij Hladyr, pallavolista ucraino
- 1984 - Hwang Ji-man, giocatore di badminton sudcoreano
- 1984 - Hamada Nampiandraza, arbitro di calcio malgascio
- 1984 - Daniella Sarahyba, modella brasiliana
- 1984 - Kheireddine Zarabi, ex calciatore algerino
- 1985 - Emanuele Abate, ostacolista italiano
- 1985 - Martti Aljand, nuotatrice estone
- 1985 - Triin Aljand, nuotatrice estone
- 1985 - Romuald Boco, ex calciatore beninese
- 1985 - Jamie Cook, chitarrista britannico
- 1985 - Claire Coutinho, politica britannica
- 1985 - Jidou El Moctar, ex velocista mauritano
- 1985 - Natavan Gasimova, pallavolista azera
- 1985 - Azizbek Haydarov, ex calciatore uzbeko
- 1985 - Clever, rapper e cantante statunitense
- 1985 - Natasha Lacy, ex cestista statunitense
- 1985 - Julio Enrique Martínez, calciatore salvadoregno
- 1985 - Camila Moreno, cantante cilena
- 1985 - Magnus Myklebust, calciatore norvegese
- 1985 - Oh Eun-young, modella sudcoreana
- 1985 - Alessandro Patias, giocatore di calcio a 5 brasiliano
- 1985 - Bico Pelentir, giocatore di calcio a 5 brasiliano
- 1985 - Marilù Pipitone, attrice italiana
- 1985 - Al'bert Saritov, lottatore russo
- 1985 - Yūsuke Tasaka, ex calciatore giapponese
- 1985 - Vic Joseph, giornalista statunitense
- 1986 - Kaiane Aldorino, modella e politica gibilterriana
- 1986 - Malik Asselah, calciatore algerino
- 1986 - Manuel Barreiro Bustelo, calciatore spagnolo
- 1986 - Renata Costa, allenatrice di calcio e ex calciatrice brasiliana
- 1986 - Matías Donoso, calciatore cileno
- 1986 - Kenza Farah, cantautrice francese
- 1986 - Diogo José Gonçalves da Silva, calciatore brasiliano
- 1986 - Luke Hall, politico britannico
- 1986 - Jason Hayne, ex calciatore neozelandese
- 1986 - Andrés Imperiale, ex calciatore argentino
- 1986 - Lawrence Kinnard, ex cestista statunitense
- 1986 - Susan Krumins, mezzofondista olandese
- 1986 - Jake McDorman, attore statunitense
- 1986 - Tori Penso, arbitro di calcio statunitense
- 1986 - Sonny Weems, cestista statunitense
- 1986 - Adrian Winter, ex calciatore svizzero
- 1986 - Rafael Diego de Souza, ex calciatore brasiliano
- 1987 - Diego Aranha, giocatore di football americano brasiliano
- 1987 - Mirkan Aydın, ex calciatore tedesco
- 1987 - Niro, rapper francese
- 1987 - Maya Berović, cantante bosniaca
- 1987 - Stephanie Garber, scrittrice statunitense
- 1987 - Josh Harrison, giocatore di baseball statunitense
- 1987 - David Howard, ex giocatore di football americano statunitense
- 1987 - Diego Kapelan, cestista bosniaco
- 1987 - Tamari Miyashiro, ex pallavolista e allenatrice di pallavolo statunitense
- 1987 - Juan Carlos Paredes, calciatore ecuadoriano
- 1987 - Vlada Rosljakova, supermodella russa
- 1987 - Danilo Russo, calciatore italiano
- 1987 - Alessandro Sperduti, attore italiano
- 1987 - Dow Travers, sciatore alpino e rugbista a 7 britannico
- 1987 - Ronalds Zaķis, cestista lettone
- 1988 - Jordan Burroughs, lottatore statunitense
- 1988 - Luisa Casillo, pallavolista italiana
- 1988 - Franco Coria, ex calciatore argentino
- 1988 - Sabrina De Carlo, politica italiana
- 1988 - Uğur Demirok, ex calciatore turco
- 1988 - Makhete Diop, ex calciatore senegalese
- 1988 - Amos Ekhalie, calciatore keniota
- 1988 - Rachael Finch, modella australiana
- 1988 - Santiago García, ex calciatore argentino
- 1988 - Juan Manuel García, calciatore argentino
- 1988 - Marco Giuri, cestista italiano
- 1988 - Andrij Jahodka, schermidore ucraino
- 1988 - Ahmed Januzi, calciatore albanese
- 1988 - Shazad Latif, attore britannico
- 1988 - Lim Sang-hyub, calciatore sudcoreano
- 1988 - Dan Linfoot, pilota motociclistico britannico
- 1988 - Brice Massamba, ex cestista della Repubblica Democratica del Congo
- 1988 - Vito Plut, calciatore sloveno
- 1988 - Miki Roqué, calciatore spagnolo († 2012)
- 1988 - Martina Sandri, ex cestista italiana
- 1988 - Jesse Sergent, ex ciclista su strada e pistard neozelandese
- 1988 - Kaoru Takayama, calciatore giapponese
- 1988 - Vencislav Vasilev, ex calciatore bulgaro
- 1988 - Sigurður Þorsteinsson, cestista islandese
- 1989 - Dmitrij Abakumov, calciatore russo
- 1989 - Roberta Bianconi, pallanuotista italiana
- 1989 - Sorin Bușu, calciatore rumeno
- 1989 - Samoel Cojoc, ex calciatore rumeno
- 1989 - Yarden Gerbi, judoka israeliana
- 1989 - Šime Gregov, calciatore croato
- 1989 - Tor Marius Gromstad, calciatore norvegese († 2012)
- 1989 - Lamar Holmes, giocatore di football americano statunitense
- 1989 - Stevan Jelovac, cestista serbo († 2021)
- 1989 - Emma Kimiläinen, pilota automobilistica finlandese
- 1989 - Mark LeGree, ex giocatore di football americano statunitense
- 1989 - René Pitter, ex calciatore austriaco
- 1989 - Rakim Sanders, ex cestista statunitense
- 1989 - Oliver Savile, attore britannico
- 1989 - Tyron Stewart, ex lunghista statunitense
- 1989 - Joey Suk, calciatore olandese
- 1990 - Ludwig Kaiser, wrestler tedesco
- 1990 - Nicolás Colazo, calciatore argentino
- 1990 - Wilson Eduardo, calciatore portoghese
- 1990 - Kermit Erasmus, calciatore sudafricano
- 1990 - Francisco Fajardo, calciatore venezuelano
- 1990 - Svetlana Filippova, tuffatrice russa
- 1990 - Pansa Hemviboon, calciatore thailandese
- 1990 - Michael Johnson, calciatore britannico
- 1990 - Berit Kauffeldt, pallavolista tedesca
- 1990 - Ismaël Keïta, calciatore maliano
- 1990 - Alexandru Maxim, calciatore rumeno
- 1990 - Fabian Molina, politico svizzero
- 1990 - Kevin Trapp, calciatore tedesco
- 1990 - Jovica Vasilić, calciatore serbo
- 1990 - Stephanie Wagner, cestista tedesca
- 1991 - Jamie Blackley, attore britannico
- 1991 - Virgil van Dijk, calciatore olandese
- 1991 - Shante Evans, cestista statunitense
- 1991 - Jordan Firstman, attore e sceneggiatore statunitense
- 1991 - Maniža, cantante russa
- 1991 - Thuso Mbedu, attrice sudafricana
- 1991 - Matúš Mikuš, calciatore slovacco
- 1991 - Joshua Samuels, pallanuotista statunitense
- 1991 - Enes Sağlık, calciatore belga
- 1991 - Sinho, ex calciatore brasiliano
- 1991 - Christina Tsoukala, pallanuotista greca
- 1991 - Leo Ōsaki, calciatore giapponese
- 1992 - Jorge Arcas, ciclista su strada spagnolo
- 1992 - Ruslan Babenko, calciatore ucraino
- 1992 - Vic Beasley, giocatore di football americano statunitense
- 1992 - Francisco Calvo, calciatore costaricano
- 1992 - Adriano Belmiro Duarte Nicolau, calciatore angolano
- 1992 - Jasmin Duehring, ex pistard e ciclista su strada tedesca
- 1992 - Sky Ferreira, cantautrice, modella e attrice statunitense
- 1992 - Hallur Hansson, calciatore faroese
- 1992 - Jambul Jighauri, calciatore georgiano
- 1992 - James Lowe, rugbista a 15 neozelandese
- 1992 - Sandi Morris, astista statunitense
- 1992 - Norman Nato, pilota automobilistico francese
- 1992 - Ivan Ordec', calciatore ucraino
- 1992 - Caleb Plant, pugile statunitense
- 1992 - Son Heung-min, calciatore sudcoreano
- 1992 - Eva Vital, ostacolista portoghese
- 1992 - Sahil Suhaimi, calciatore singaporiano
- 1992 - Reginaldo Manoel da Silva Junior, calciatore brasiliano
- 1993 - Zach Auguste, cestista statunitense
- 1993 - Zeynep Bastık, cantante e attrice turca
- 1993 - Markas Beneta, calciatore lituano
- 1993 - Angelica Bengtsson, astista svedese
- 1993 - David Corenswet, attore statunitense
- 1993 - Emanuel García, calciatore argentino
- 1993 - Lukas Greiderer, combinatista nordico austriaco
- 1993 - Grant Jerrett, cestista statunitense
- 1993 - Ergys Kaçe, calciatore albanese
- 1993 - Aimée Kelly, attrice inglese
- 1993 - Brianna Kiesel, ex cestista e allenatrice di pallacanestro statunitense
- 1993 - Nicolás Maturana, calciatore cileno
- 1993 - Vital N'Simba, calciatore congolese (Repubblica Democratica del Congo)
- 1993 - Felipe Valério Paschoal, giocatore di calcio a 5 brasiliano
- 1993 - Justin Roberson, cestista statunitense
- 1993 - Justin Springer, ex calciatore nevisiano
- 1993 - Sabrina Stultiens, ciclista su strada e ciclocrossista olandese
- 1993 - Aaron Wallace Jr., giocatore di football americano statunitense
- 1993 - Shahrul Saad, calciatore malaysiano
- 1994 - Jordan Adams, cestista statunitense
- 1994 - Mohamud Ali, calciatore olandese
- 1994 - Phil Bauhaus, ciclista su strada tedesco
- 1994 - Axel Borgmann, calciatore tedesco
- 1994 - Lorenzo Del Gatto, pesista italiano
- 1994 - Bahodir Jalolov, pugile uzbeko
- 1994 - Kuany Kuany, cestista sudsudanese
- 1994 - Artur Magani, ex calciatore albanese
- 1994 - Opa Nguette, calciatore francese
- 1994 - Ashlyn Pearce, attrice e modella statunitense
- 1994 - Lorena Rae, modella tedesca
- 1994 - Ruben Schott, pallavolista tedesco
- 1994 - Tsuchika Shimoyamada, lottatore giapponese
- 1994 - Martyna Swatowska-Wenglarczyk, schermitrice polacca
- 1995 - Tom Barlow, calciatore statunitense
- 1995 - Marc Cardona, calciatore spagnolo
- 1995 - Marek Havlík, calciatore ceco
- 1995 - Ryan Hedges, calciatore gallese
- 1995 - Charada Imraporn, cantante e attrice thailandese
- 1995 - Elvir Koljić, calciatore bosniaco
- 1995 - Johan Löfberg, cestista svedese
- 1996 - Raphael Aflalo, calciatore brasiliano
- 1996 - Eduardo Alano, giocatore di calcio a 5 brasiliano
- 1996 - Petr Galuška, calciatore ceco
- 1996 - Igor Goularte, calciatore brasiliano
- 1996 - Marlon Humphrey, giocatore di football americano e ostacolista statunitense
- 1996 - Igor' Konovalov, calciatore russo
- 1996 - Angela Lee, artista marziale mista statunitense
- 1996 - Haithem Loucif, calciatore algerino
- 1996 - Roberta Marzani, schermitrice italiana
- 1996 - Edoardo Masciangelo, calciatore italiano
- 1996 - Kaleem Simon, calciatore montserratiano
- 1996 - Marko Stolnik, calciatore croato
- 1996 - Sara Tardini, calciatrice italiana
- 1996 - Chiara Villarini, cestista italiana
- 1996 - Yanni Wetzell, cestista neozelandese
- 1996 - Logan Wilson, giocatore di football americano statunitense
- 1997 - Jonnathan Bravo, calciatore ecuadoriano
- 1997 - David Brooks, calciatore inglese
- 1997 - Alexandru Cicâldău, calciatore rumeno
- 1997 - Chris Coffey, cestista statunitense
- 1997 - Jochem Dobber, velocista olandese
- 1997 - Rico Henry, calciatore inglese
- 1997 - Kevin Inkelaar, ciclista su strada olandese
- 1997 - Djénéba N'Diaye, cestista maliana
- 1997 - Phil Neumann, calciatore tedesco
- 1997 - Kenzie Priddell, nuotatrice artistica canadese
- 1997 - Leonardo Totè, cestista italiano
- 1998 - Jakara Anthony, sciatrice freestyle australiana
- 1998 - Raffaella Giuliano, calciatrice italiana
- 1998 - Mouhamadou Gueye, cestista statunitense
- 1998 - Saeed Juma, calciatore emiratino
- 1998 - Yann Karamoh, calciatore ivoriano
- 1998 - Konstantin Koršunov, slittinista russo
- 1998 - Johanna Lindborg, lottatrice svedese
- 1998 - Georg Linnamäe, pilota di rally estone
- 1998 - Joe Litchfield, nuotatore britannico
- 1998 - Tijan Marovt, sciatore alpino sloveno
- 1998 - Daniel Martín Fernández, calciatore spagnolo
- 1998 - Alex Pinto, calciatore portoghese
- 1998 - Jaden Smith, attore, rapper e ballerino statunitense
- 1998 - Dar'ja Spiridonova, ex ginnasta russa
- 1998 - Maya Hawke, attrice, modella e cantante statunitense
- 1999 - Viktor Brandt, biatleta svedese
- 1999 - Enrico Brignola, calciatore italiano
- 1999 - Sergi Cardona, calciatore spagnolo
- 1999 - Selim Fofana, cestista svizzero
- 1999 - Ashton Hagans, cestista statunitense
- 1999 - K.J. Hamler, giocatore di football americano statunitense
- 1999 - McCartney Kessler, tennista statunitense
- 1999 - Aaron Kostner, combinatista nordico italiano
- 1999 - Adrien Lebeau, calciatore francese
- 1999 - Luciano Palonsky, pallavolista argentino
- 1999 - Maeve Plouffe, pistard e ciclista su strada australiana
- 1999 - Nadir Rüstəmli, cantante azero
- 1999 - Erik Sorga, calciatore estone
- 1999 - Anna Stevenson, pallavolista statunitense
- 1999 - İpek Öz, tennista turca
- 2000 - Yulduz Hashimi, ciclista su strada afghana
- 2000 - Ådne Holter, ciclista su strada norvegese
- 2000 - Nicole Kozlova, calciatrice ucraina
- 2000 - Elías López, calciatore argentino
- 2000 - Rin Miyaji, lottatrice giapponese
- 2000 - Claudia Pellicer, attrice, ballerina e modella spagnola
- 2000 - Amir Saipi, calciatore svizzero
- 2000 - Benjamin Stockham, attore statunitense
- 2000 - Anna-Lena Stolze, calciatrice tedesca
- 2000 - Robert Virves, pilota di rally estone

## XXI secolo(16)
- 2001 - Szymon Czyż, calciatore polacco
- 2001 - Riele Downs, attrice canadese
- 2001 - Marshawn Kneeland, giocatore di football americano statunitense
- 2001 - Benjamin Nygren, calciatore svedese
- 2002 - Silvinho Esajas, calciatore surinamese
- 2002 - Marino Hinestroza, calciatore colombiano
- 2002 - Ilaria Panzera, cestista italiana
- 2002 - Davide Piganzoli, ciclista su strada italiano
- 2003 - Felipe Amaral, calciatore brasiliano
- 2003 - Leuterīs Mantzoukas, cestista greco
- 2003 - Giovanni Mpetshi Perricard, tennista francese
- 2004 - Tim Meyer, calciatore svizzero
- 2004 - Cam Whitmore, cestista statunitense
- 2005 - Kim Ji-young, attrice sudcoreana
- 2005 - Michail Ščetinin, calciatore russo
- 2006 - Isabella Sermon, attrice britannica